# A Nemzetközi Űrállomás 22. alaplegénysége
A Nemzetközi Űrállomás 22. alaplegénysége (expedíciója) öttagú  alaplegénység, melyet két Szojuz űrhajóval, a 21. alaplegénységet szállító Szojuz TMA–16-tal és az ezt ötfősre kibővítő Szojuz TMA–17-tel juttattak fel 2009-ben. Az STS–129 leszállása és a Szojuz TMA–17 indulása közötti időszakban az űrállomáson csak ketten tartózkodtak. Az alaplegénység parancsnoka Jeffrey Williams.

## Személyzet
(zárójelben a repülések száma a küldetéssel együtt)
- Jeffrey N. Williams (3), fedélzeti mérnök,  Egyesült Államok
- Makszim Szurajev (1), fedélzeti mérnök,  Oroszország
- Oleg Kotov (2), fedélzeti mérnök,  Oroszország
- Nogucsi Szóicsi (2), fedélzeti mérnök,  Japán
- Timothy Creamer (1), fedélzeti mérnök,  Egyesült Államok